# Resolução 145 do Conselho de Segurança das Nações Unidas
Resolução 145 do Conselho de Segurança das Nações Unidas, foi aprovada em 22 de julho de 1960, depois de considerar o relatório do Secretário-Geral sobre a implementação da resolução 143, o Conselho solicitou que a Bélgica retirasse as suas tropas do Congo e autorizou o Secretário-Geral que tome todas as medidas necessárias para esse efeito. O Conselho solicitou ainda que todos os Estados se abstenham de qualquer ação que possa impedir a restauração da lei e da ordem no Congo ou minar a integridade territorial, o Conselho recomendou, em seguida, ao Secretário-Geral da sua ação imediata em relação à resolução 143, juntamente com o seu primeiro relatório e outros relatórios solicitados, que forem necessários.
Foi aprovada por unanimidade.